# Jakobstads Tidning
Jakobstads Tidning var en svenskspråkig dagstidning som gavs ut mellan 1898 och 2008 i regionen Svenska Österbotten i Finland. Den 22 maj 2008 utkom det sista numret som självständig tidning. Tidningen var en lokaltidning för Jakobstadsregionen (främst kommunerna Jakobstad, Pedersöre, Nykarleby och Larsmo). Under de första åren utkom tidningen endast en gång i veckan för att sedermera utkomma sju dagar i veckan. Den 19 mars 2008 meddelades att tidningen skulle fusioneras med Österbottningen. Den 23 maj 2008 sammanslogs tidningarna och den nya tidningen fick namnet Österbottens Tidning. Jakobstads Tidning lever dock kvar som en registrerad bifirma och ägs av HSS Media Ab. 
Tidningens siste ansvarige chefredaktör var Henrik Othman.